# День Содружества
День Содру́жества (англ. Commonwealth Day) — праздник британского Содружества наций, ежегодно отмечаемый во второй понедельник марта. В этот день проводится англиканская служба в Вестминстерском аббатстве, на которой обычно присутствуют король Карл III в качестве главы Содружества вместе с Генеральным секретарём Содружества и Верховными комиссарами Содружества в Лондоне. Король обращается с посланием к Содружеству, которое транслируется по всему миру. День Содружества — государственный праздник в некоторых частях Содружества, но не в Великобритании.

## День Империи
После смерти королевы Виктории 22 января 1901 года, её день рождения (24 мая) с 1902 года отмечался как День Империи, хотя официально не признавался ежегодным мероприятием до 1916 года. Он был учрежден в Соединённом Королевстве в 1905 году лордом Митом и распространился на страны Содружества; День Империи был «символом единства чувств… тех идеалов свободы, справедливости и терпимости, за которые Британская империя [стояла] во всем мире». День Империи стал крупным событием, включающим, среди прочего, школьные парады и BBC; в 1925 году 90 000 человек посетили службу благодарения в честь Дня Империи, проводившуюся на стадионе Уэмбли в рамках Британской имперской выставки.
Идея дня, который «напомнил бы детям, что они были частью Британской империи и что они могли бы думать вместе с другими в странах за морем, что значит быть сыновьями и дочерьми такой славной Империи»; и который сообщил им, что «сила Империи зависит от них, и они никогда не должны забывать об этом», было задумано ранее, в 1897 году. В 1898 году канадка Клементина Тренхолм ввела День Империи в школах Онтарио в последний учебный день перед 24 мая, днем рождения королевы Виктории. День Империи или День Виктории отмечался в Капской колонии перед Второй англо-бурской войной, а после этого — во всем Южно-Африканском Союзе.
«Лига Британской империи» сыграла важную роль в продвижении Дня Империи как патриотического праздника. День Империи преодолел классовые границы и после Первой мировой войны сохранил «гегемонию, включив зарождающиеся традиции скорбного поминовения в репертуар имперского праздника».

## День Содружества
В 1958 году Гарольд Макмиллан объявил в парламенте о переименовании Дня Империи в День Содружества.
Содружество наций и Британия имеют общую историю, культурные связи, общие правовые системы и деловую практику. Следуя предложению 1973 года Королевского общества Содружества, Секретариат Содружества выбрал второй понедельник марта в качестве даты, когда День Содружества отмечается во всех странах Содружества.